# Jordens tempel
Jordens tempel eller Ditanparken eller Ditan Gongyuan (kinesiska: 地坛公园) är en park i Peking i Kina. Jordens tempel ligger norr om norra Andra ringvägen nordost om Andingmen. Söder om Jordens tempel ligger Yonghegong.
Jordens tempel ligger 50 meter över havet.
| Pekings tunnelbana |         |                     |
|                    | Linje 2 | Yonghegong (雍和宫) |
|                    | Linje 5 | Yonghegong (雍和宫) |